# Мауерверк (футбольний клуб)
Мауерверк (нім. Mauerwerk) — австрійський футбольний клуб з Відня. Був заснований влітку 2014 року бізнесменом азербайджанського походження Орханом Валієвом під назвою Карабах (Відень) (нім. Karabakh Wien).
Поточну назву отримав у червні 2018 року після зміни власника.

## Досягнення
- Чемпіон Відня (Landesliga): 2016–17
- Володар Кубка Відня: 2016–17